# ブラシレスモータ
ブラシレスモータ とは、ブラシを持たないモータである。一般的には直流モータのうち、ブラシと整流子の機能を電子回路で置き換えたものを指す。

## 概要
直流モータでは回転子の回転角に応じてコイルに流れる電流の向きを変え、磁束の方向を変化させなければならない。古典的な直流モータでは、これをブラシと整流子で行っていた。しかし整流子は一種の機械的なスイッチであるため、摺動部の保守と放電による電蝕や電磁ノイズの問題がある。ブラシレスモータはこの整流子を半導体スイッチで置き換えたもので、パワーエレクトロニクスの発展により可能となった。
電流の切り替えには、位相を検出するセンサを備えた種類や、逆起電力を検出する種類などがある（後者を「センサレス」と称する場合もあるが、厳密には逆起電力を検出している）。電流を切り替えるタイミングがずれる（脱調する）と正常に回転しなくなる。界磁には励起の不要な永久磁石が使用され、半導体素子にはサイリスタ・GTO・FET・IGBT・パワーICなどを使用する。